# مفجرات عقل مورتي
«مفجرات عقل مورتي» (بالإنجليزية: Morty's Mind Blowers) هي الحلقة الثامنة من الموسم الثالث من المسلسل التلفزيوني الأمريكي للخيال العلمي ريك ومورتي. ويترتب على اسمية اثنين من الشخصيات، سواء عبر عنها جستن رويلاند، لأنها تجربة مع والأخيرة فقدت الذكريات. أخرج الحلقة بريان نيوتن وكتبها العديد من كتاب السيناريو، بما في ذلك مايك ماكماهان، الذي عمل لاحقًا كمنتج في الموسم الرابع، وكلاهما من المبدعين رويلاند ودان هارمون.

## الحبكة
بعد أن طلب مورتي حذف ذاكرة مؤلمة، يكشف ريك عن غرفة كان يخزن فيها عددًا من الذكريات التي أزالها من عقل مورتي، بما في ذلك تلك المتعلقة بالطريقة التي دفع بها رجلًا بريئًا لقتل نفسه، أو كيف أرسل بطريق الخطأ كائنًا فضائيًا. إلى الجحيم. ومع ذلك، كما اتضح، بالإضافة إلى الذكريات التي لم يرغب مورتي في الاحتفاظ بها من مغامراتهم، تحتوي الغرفة أيضًا على ذكريات تم فيها جعل ريك يبدو أحمق، لذلك قام بإزالتها بالقوة من مورتي. يثير هذا الوحي قتالًا، يتم خلاله محو ذكريات ريك ومورتي عن طريق الخطأ.
يجوب مورتي الذكريات من حوله ليحل محل الذكريات التي فقدها، لكنه مستاء من الحقيقة التي وجدها، ويقنع ريك أنه يجب عليهم قتل أنفسهم. يدخل الصيف الغرفة قبل لحظات من انتحارهم. في هذه المرحلة، تم الكشف عن أن لدى ريك خطة طوارئ في حالة حدوث ذلك. باتباع التعليمات المكتوبة، تهدئ سمر ريك ومورتي، ويستعيد ذاكرتهما، ويسحبهما إلى غرفة المعيشة. يستيقظ ريك ومورتي على الأريكة، معتقدين أنهما ينامان خلال حلقة كاملة من «كابل متعدد الأبعاد». في مشهد ما بعد إنتهاء الحلقة، يكتشف جيري صندوقًا بعنوان «مفجرات عقل جيري», والذي يحتوي على ذكرى كونه مسؤولًا عن غير قصد عن موت كائن فضائي.

## الإنتاج
تم الإعلان عن عنوان «مفجرات عقل مورتي» في 28 آب 2017. تم الكشف عن أرصدة كتابة الحلقة وإخراجها عند بثها ليكون بريان نيوتن، ومايك مكماهان، وجيمس سيسيليانو، ورايان ريدلي، ودان جوترمان، وجوستين رويلاند، ودان هارمون. وكتب كتّاب المسلسل قد نشروا على موقع تويتر في 18 أيلول 2017, بعد يوم من بث الحلقة، أنهم توصلوا في البداية إلى «حوالي مائة من المخبرين، ثم اضطروا إلى تضييقها والتصويت، ثم ما زالوا يكتبون أكثر.»
الحلقة من بطولة رويلاند في دور ريك سانشيز ومورتي سميث وكريس بارنيل في دور جيري سميث وسارة تشالك في دور بيث سميث وسبينسر جرامير في دور سمر سميث. جوناس بريديس في دور زيك زاك، وهو كائن فضائي وجزء من نوع فلوبفلوبيان الذي يعتقد أن هناك حياة أخرى. في إحدى ذكريات مورتي، تبين أن مورتي يقود زاك إلى الاعتقاد بعدم وجود حياة أخرى. بينما كان يعلن أنه يريد أن يعيش، قتله الشياطين وسحبه إلى الجحيم. تم التعبير عن جوردون لوناس، وهو رجل يقود مورتي لقتل نفسه قبل أن يدرك أن لوناس كان في الواقع شخصًا جيدًا، بواسطة موريس لامارش. يعيد فيل هيندري وكاري والغرين أدوارهما في الحلقة كشخصيات متكررة في سلسلة Principal Gene Vagina وجيسيكا.

## استقبال

### المشاهدة بالأرقام
وشاهد الحلقة في موعد بثها 2.51 مليون مشاهد أمريكي.

### استجابة حرجة
حصل الموسم على نسبة موافقة تبلغ 96٪ من روتن توميتوز بناءً على 10 مراجعات، ومتوسط تقييم 8.95 من 10, مع إجماع الموقع: 
| « | يغوص ريك ومورتي في معضلات كونية جديدة وحتى أكثر غرابة في الموسم الثالث الذي يستجوب الروابط الأسرية والحب والعدمية - ويتعامل مع جميع الموضوعات الوجودية مع ذكاء العلامة التجارية للمسلسل. | » |

أشاد زاك هاندلين من إيه. في. كلوب بتفرد الحلقة وحقيقة أنها لا تتبع حبكة خطية واحدة مثل العرض الأول للموسم «خلاص ريك», ولكن المراجعة أشارت أيضًا إلى أن العرض كان «يكتب نفسه في الزاوية». وصف جيسي شيددين من آي جي إن الحلقة بأنها «غطس عميق في كل المغامرات المروعة التي كان مورتي ينسى (وفعل). كانت النتائج مسلية، لكن هذه الحلقة ما زالت تفتقر إلى نضارة»برنامج "ريك" التلفزيوني". "المراجعة، التي قارنت الحلقة بالموسم الثاني «تلفزيون داخلي الأبعاد 2: إغواء», قالت أيضًا إنها «مسلية أكثر من تكملة أخرى من» تلفزيون داخلي الأبعاد 2: إغواء «من المحتمل أن تكون، لكنها بعيدة كل البعد عن أقوى جزء في الموسم. كما أنها ليست صيغة تتطلب تكملة خاصة بها». <i id="mwTA">وصف Inverse</i> الحلقة بأنها «بديل ترفيهي لـ» تلفزيون داخلي الأبعاد 2: إغواء «وهو أكثر متعة من الجنون العشوائي لتلفزيون الواقع البديل، ولكن هذه القصص لها تأثير في الواقع على كيفية إدراكنا لشخصيات العرض الرئيسية», مما يطرح أيضًا النظرية القائلة بأن تم تعيين الحلقة في عالم بديل من بقية العرض بنسخة بديلة من ريك ومورتي، حيث تشير الحلقة إلى أن الشخصيتين قد «هاجرتا» إلى بُعد جديد أكثر مما هو موضح في الحلقات السابقة.
قام Den of Geek أيضًا بمقارنة الحلقة مع "تلفزيون داخلي الأبعاد 2: إغواء", قائلاً "لا يمكن أن يبدأ كل رسم بقماش فارغ تمامًا. يجب أن يكون ريك ومورتي في مركزهم جميعًا، وهو ما يجعل هذه الرحلة أقل بكثير من رحلة حرة، مثل عدم وجود الإعلانات الدعائية، وإعطاء الحلقة 3.5 نجوم بشكل عام من 5. في مراجعة للحلقة، قال ستيف غرين من IndieWire, "بالنسبة لسلسلة تسعد بإبداعها البصري، من الصعب تصديق أن هذه كانت المرة الأولى التي يغامر فيها" ريك ومورتي "بالدخول إلى منطقة MC Escher, وهو بالكاد يفلت من اللغز المنطقي المعماري أجسادهم وعقولهم سليمة".